# Pinguicula mariae
Pinguicula mariae este o specie de plante carnivore din genul Pinguicula, familia Lentibulariaceae, ordinul Lamiales, descrisă de S. Jost Casper și Amp; R. Stimper. Conform Catalogue of Life specia Pinguicula mariae nu are subspecii cunoscute.